# Miroslav Petrović (glumac)
Miroslav Petrović (Gornji Milanovac, 24. april 1921 — Beograd, 29. decembar 1990) bio je srpski glumac, najpoznatiji po ulozi Rođinog direktora u popularnoj televizijskom sitkomu Pozorište u kući. Glumio je u seriji Slom namesnika Dr Iva Perovića, kao i Gospodina sa dobrim vezama u ekranizaciji Nušićevog Mister Dolara iz 1989. Umro je u Beogradu 1990.